# Dacznaje (przystanek kolejowy)
Dacznaje (biał. Дачнае, ros. Дачное) – przystanek kolejowy w pobliżu miejscowości Motykały Wielkie, w rejonie brzeskim, w obwodzie brzeskim, na Białorusi. Leży na linii Brześć – Białystok.